# 아나르코원시주의
아나코 원시주의(Anarcho-primitivism)는 문명과 기술에 대한 극도의 염세적 시각을 바탕으로 문명은 해방될 수 없다고 생각하며, 비문명적인 원시주의적 세계를 이상화하는 흐름이다. 아나키 운동에서는 원시주의(심층생태학과 함께)는 존재를 위해 문명이 필수적인 사람들(장애인 트랜스젠더 등)이 존재함을 무시하며, 모든 사회문제를 정신적 문제로 환원시키는 단순한 주장을 펼치면서 인간혐오를 조장하고, 원시사회를 대책없이 이상화한다는 강한 비판이 존재한다.,

## 같이 보기
- 크메르 루주
- 심층생태주의
- 역성장
- 두머
- 생태여성주의
- 에코파시즘
- 환경윤리학
- 진화심리학
- 녹색아나키즘
- 수렵채집사회
- 시어도어 카진스키
- 포스트 레프트 아나키
- 원시공산제
- 낭만주의
- 생존주의